# Parco nazionale di Sultanpur
Il parco nazionale di Sultanpur (in hindī सुल्तानपुर राष्ट्रीय अभ्यारण्य) è un piccolo parco nazionale e santuario degli uccelli nello stato indiano dell'Haryana.

## Geografia
Il parco nazionale di Sultanpur è una zona umida incentrata attorno a un piccolo lago d'acqua dolce poco profondo nel distretto di Gurgaon, a sud-ovest di Delhi. L'estensione del lago varia a seconda delle stagioni. Il livello dell'acqua è più alto nella stagione dei monsoni e in inverno (da luglio a marzo) e più basso nei mesi estivi da aprile a giugno. La maggior parte dell'acqua viene trasportata nel lago dal fiume Yamuna durante i monsoni e i mesi invernali.

## Storia
La palude di Sultanpur (Sultanpur Jheel) ricevette grande attenzione durante la conferenza della IUCN tenutasi a Nuova Delhi nel 1969. L'ambientalista Peter Jackson riuscì a convincere l'allora Primo Ministro Indira Gandhi a mettere l'area sotto protezione. Il 2 aprile 1971 un'area di 1,21 km² venne richiarata riserva naturale (sanctuary). Il 5 luglio 1991 l'area protetta venne portata a 1,42 km² e ricevette lo status di parco nazionale. Dal 25 maggio 2021 il parco nazionale è anche area Ramsar. Attualmente Sultanpur è uno degli unici due parchi nazionali dello stato dell'Haryana, insieme al parco nazionale di Kalesar.

## Flora e fauna
La vegetazione terrestre dominante è costituita da specie di Prosopis (Prosopis juliflora, Prosopis chilensis), dall'acacia della gomma arabica, dagli alberi di neem e tamarindo, nonché da varie graminacee (vetiver, canna di Ravenna). Tra le piante acquatiche vi sono la Vallisneria natans, il timo d'acqua, il ceratofillo comune, alcune specie di tifa (Typha domingensis), il Tripidium bengalense, lo zigolo infestante, il fior di loto asiatico e lo spinacio d'acqua.
L'avifauna è di particolare importanza ecologica. Più di 100 specie di uccelli sono state registrate nel parco nazionale. I censimenti in anni diversi hanno fornito numeri differenti: 320 specie (2003), 113 (2011-12), 161 (2009–14), 223 (2014-16). Il numero di esemplari e di specie dipende dal livello dell'acqua, a sua volta determinato in gran parte dalle precipitazioni annuali. Quest'ultima indagine ha rilevato 223 specie appartenenti a 17 ordini tassonomici, di cui il 55% erano residenti permanenti, il 38% migratori svernanti e il 7% migratori locali. Tra esse vi erano numerose specie più o meno minacciate presenti sulla lista rossa della IUCN, come il capovaccaio, l'aquila anatraia maggiore, l'aquila imperiale orientale, l'aquila anatraia indiana, l'aquila di mare di Pallas, la gru antigone, il moriglione, il pigliamosche del Kashmir, la moretta tabaccata, il tantalo indiano, il becco a sella asiatico, l'ibis bianco orientale, l'albanella pallida, la pittima reale, la pittima minore, la sterna di fiume e il parrocchetto alessandrino.
Tra i predatori naturali degli uccelli vi sono rapaci, sciacalli dorati e gatti della giungla, oltre ai cani randagi. Il varano del Bengala, invece, fa razzia delle loro uova.

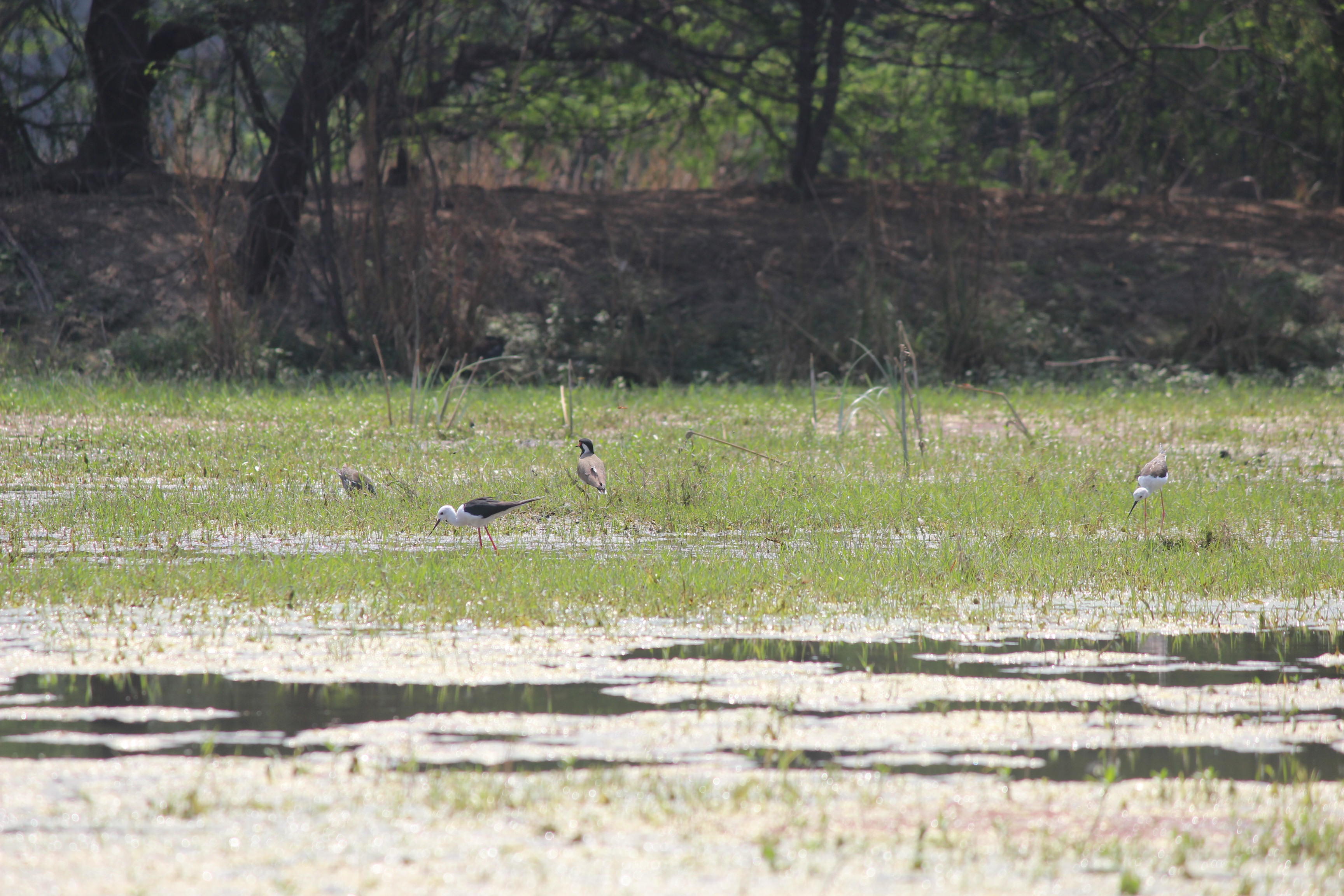
Cavaliere d'Italia
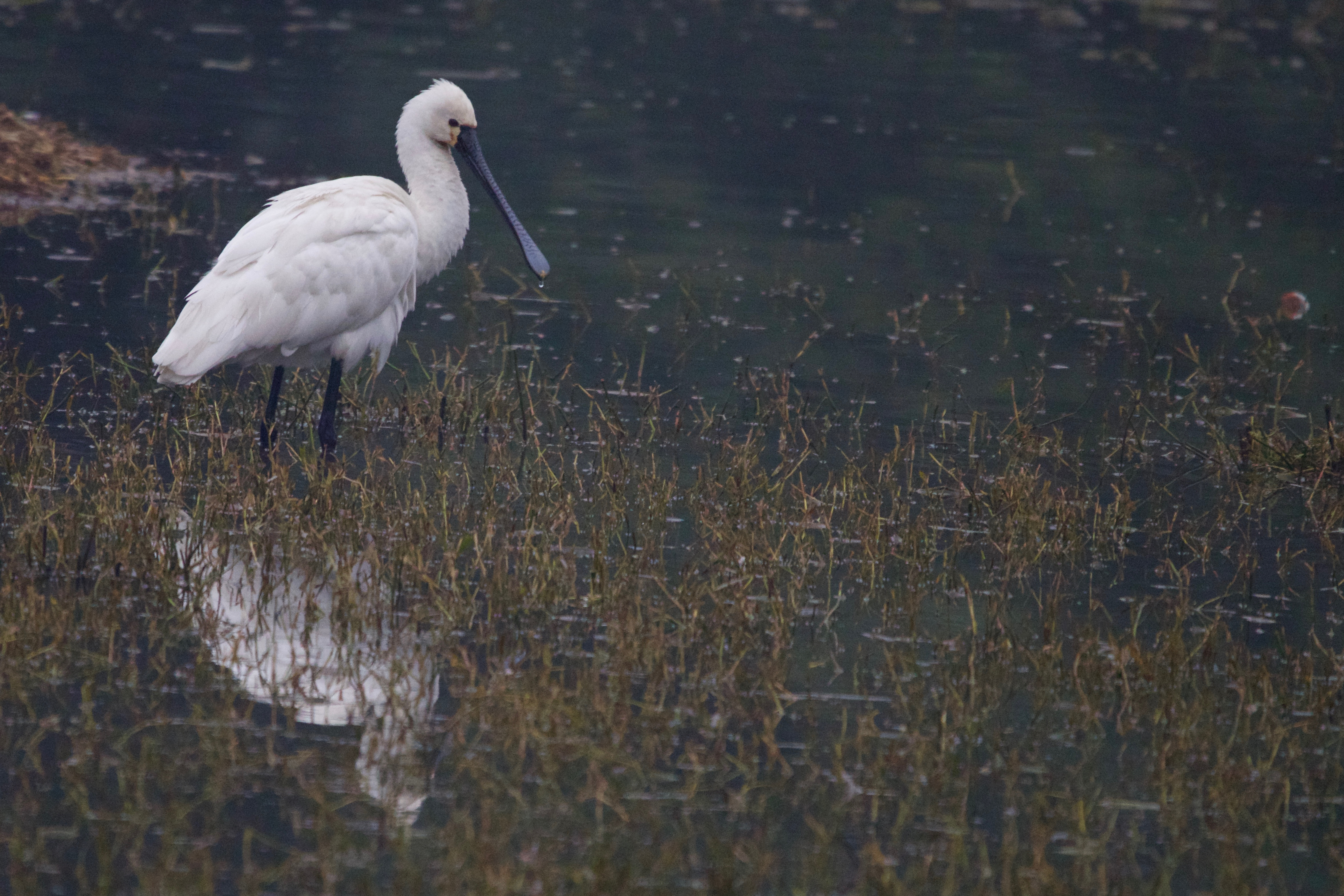
Spatola
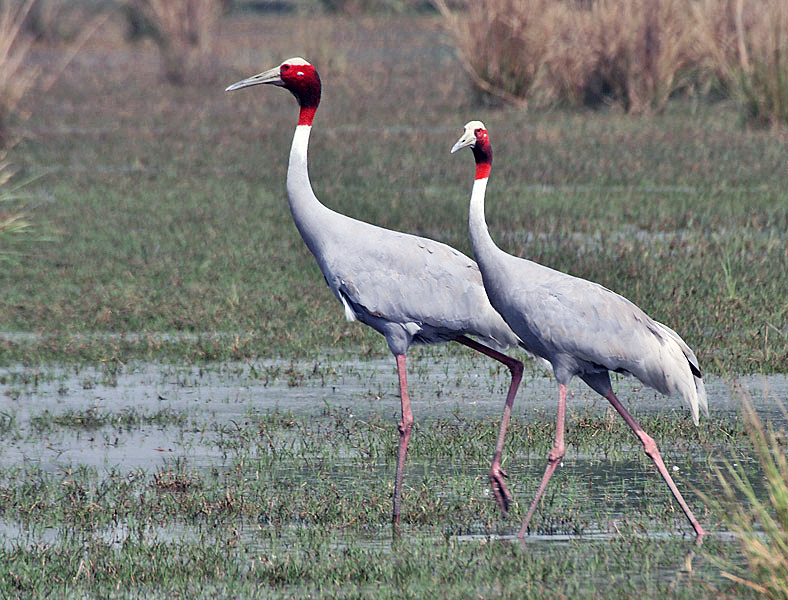
Gru antigone

## Minacce
Una delle principali minacce per il parco nazionale è l'aumento delle attività umane nell'area, mentre il crescente traffico stradale e l'avanzata degli insediamenti umani stanno danneggiando l'ecosistema. Il pesce gatto africano, una specie invasiva introdotta dall'uomo giunta qui dallo Yamuna, sta decimando la flora e la fauna ittica e quindi anche le principali fonti alimentari degli uccelli acquatici. Anche l'intensificazione dell'agricoltura nei dintorni del parco, con l'uso di pesticidi, insetticidi e rodenticidi, influisce sull'equilibrio biologico del parco. Gli allevamenti di pollame nella zona rappresentano un potenziale focolaio di influenza aviaria nel parco. Durante l'epidemia di influenza aviaria H5N1 di Delhi del 2016, nel parco è stata segnalata la morte di diversi uccelli. Tuttavia, la presenza del virus dell'influenza A H5N1 non è stata riscontrata.